# Едвард Нортон
Едвард Нортон (енгл. Edward Norton) је амерички глумац и режисер, рођен 18. августа 1969. године у Бостону.

## Биографија

### Младост
Рођен је у Бостону (Масачусетс), а одрастао у Калумбији (Мериленд). Његова мајка Робин Нортон (девојачко Рауз) је била учитељица енглеског језика која је умрла од тумора на мозгу 1997. године. Његов отац Едвард Џејмс Нортон млађи је адвокат по занимању, једно време је био федерални тужилац под Картеровом администрацијом. Норотонов деда са мајчине стране је био Џејмс В. Рауз (оснивач Компаније Рауз) који је помогао у развоју Колумбије, града где је Нортон одрастао. Такође је помогао у развијању Инер Харбора (Балтимор), Вотерсајда (Норфок), Маркета Квинси (Бостон), а био је и оснивач Фондације Ентерпрајз, заједно са својом супругом Пати Рауз, маћехом Нортонове мајке. Завршио је средњу школу 1987. године, па је затим студирао на колеџу Јејл. Након завршетка школовања 1991. године, Нортон одлази у Јапан где је радио као представник фирме свог деде. Нортон је такође тренирао аикидо у Јапану и у Сједињеним Америчким Државама.

### Каријера
Нортон се преселио у Њујорк, где је започео глумачку каријеру на позорницама off-Broadway. Док је гостовао са једном представом у Холивуду чуо је да се тражи млади глумац који ће, заједно са Ричардом Гиром, играти у новом филму Исконски страх, јер је Леонардо Дикаприо одбио ту улогу. На аудицију се пријавило 2000 људи али је улогу добио Нортон. У свом првом појављивању на филму, Нортон је био изузетно бриљантан што му је одмах донело награду Златни глобус у категорији најбоље мушке споредне улоге и номинацију за Оскара у истој категорији.
После тога је добио улогу адвоката у биографском филму Народ против Ларија Флинта. Следи још једна маестрална улога у филму Америчка историја икс у коме је играо монструозног скинхеда. Та улога му доноси још једну номинацију за Оскара али овог пута у категорији најбољег главног глумца. Исте године игра заједно са Метом Дејмоном у филму Покераши. Након тога следи још један филм који је привукао велику пажњу критике и публике, Борилачки клуб у коме је сарађивао са Бредом Питом.
Године 2000. следи филм Чувајући веру који је био Нортонов режисерски деби. Поред режисерског посла имао је једну од главних улога, а био је и продуцент филма. Након филма Чувајући веру, уследио је филм Плен у коме је играо заједно са великом звездом Робертом де Ниром. Године 2002. игра ФБИ агента Вила Грејема у филму Црвени змај, а исте године добија главну улогу у Спајк Лијовом филму Двадесетпети сат. Следеће године добија улогу у римејку Посао у Италији у коме је сарађивао заједно са Марком Волбергом, Шарлиз Трон и Доналдом Садерландом.
Године 2005. игра у филму Небеско краљевство, где је за улогу губавог јерусалимског краља Болдвина IV добио веома добре критике. После тога уследио је филм Илузиониста у коме је играо мађионичара Ајзенхајма. 
Године 2008. игра у филму "Невероватни Хулк", а затим започиње своју сарадњу са режисером Весом Андерсоном у филму "Краљевство излазећег месеца" 2012. године, коју је наставио са филмом Хотел Гранд Будапест из 2014. године. 
Те исте године је добио значајну улогу у филму "Човек птица или неочекивана врлина незнања" због које је био номинован за Оскара за најбољу мушку споредну улогу.
Нортонов режисерски деби био је филм Сва сирочад Бруклина 2019. године.

## Филмографија
| Филмови             |                             |               |                           | |
| Година              | Српски назив                | Изворни назив | Улога                     | Напомене |
| 1996.               | Исконски страх              |               | Арон Стамплер/Рој         | Златни глобус за најбољег споредног глумца у играном филму Награда Удружења бостонских филмских критичара за најбољу споредну мушку улогу номинација - Оскар за најбољег глумца у споредној улози номинација - БАФТА за најбољег глумца у споредној улози номинација - Награда Удружења телевизијских филмских критичара за најбољег глумца у споредној улози номинација - Награда Сатурн за најбољу споредну мушку улогу (филм) номинација - МТВ филмска награда за најбољег негативца номинација - Награда Удружења интернет филмских критичара за најбољу споредну мушку улогу                                                                            |
| 1996.               | Свако каже волим те         |               | Холден Спенс              | Награда Националног одбора филмских критичара за најбољу споредну мушку улогу Награда Удружења бостонских филмских критичара за најбољу споредну мушку улогу номинација - Награда Удружења телевизијских филмских критичара за најбољег глумца у споредној улози |
| 1996.               | Народ против Лерија Флинта  |               | Алан Ајзакман             | Награда Удружења бостонских филмских критичара за најбољу споредну мушку улогу номинација - Награда Удружења телевизијских филмских критичара за најбољег глумца у споредној улози |
| 1998.               | Покераши                    |               | Лестер 'Црв' Мерфи        | |
| 1998.               | Америчка историја икс       |               | Дерек Винјард             | номинација - Оскар за најбољег главног глумца номинација - Награда Сателит за најбољег глумца у главној улози номинација - Награда Сатурн за најбољег глумца (филм) номинација - Награда Удружења интернет филмских критичара за најбољу главну мушку улогу |
| 1999.               | Борилачки клуб              |               | приповедач                | номинација - МТВ филмска награда за најбољу тучу номинација - Награда Удружења интернет филмских критичара за најбољу главну мушку улогу |
| 2000.               | Чувајући веру               |               | отац Брајан Фин           | такође редитељ номинација - Награда Сателит за најбољег глумца у споредној улози |
| 2001.               | Плен                        |               | Џек Телер                 | |
| 2002.               | Смрт Цмокију                |               | Шелдон Мопс/Носорог Цмоки | |
| 2002.               | Фрида                       |               | Нелсон Рокфелер           | |
| 2002.               | Црвени змај                 |               | Вил Грејам                | |
| 2002.               | Двадесетпети сат            |               | Монти Броган              | такође продуцент номинација - Награда Сателит за најбољег глумца у главној улози |
| 2003.               | Посао у Италији             |               | Стив Фразели              | |
| 2004.               | После сумрака               |               | глуми себе                | непотписан |
| 2005.               | Небеско краљевство          |               | Балдуин IV Јерусалимски   | номинација - Награда Сателит за најбољег глумца у споредној улози |
| 2005.               | Доле у долини               |               | Харлан                    | |
| 2006.               | Илузиониста                 |               | Ајзенхајм                 | |
| 2006.               | Осликани вео                |               | Волтер Фејн               | такође продуцент номинација - Награда Спирит за најбољег глумца у главној улози |
| 2008.               | Невероватни Хулк            |               | Брус Банер/Хулк           | |
| 2008.               | Понос и слава               |               | Реј Тирни                 | такође продуцент |
| 2009.               | Откриће лагања              |               | саобраћајни полицајац     | камео |
| 2010.               | Стабљике траве              |               | Били/Брејди Кинкејд       | такође продуцент |
| 2010.               | Троугао обмане              |               | Џералд Крисон             | |
| 2012.               | Краљевство излазећег месеца |               | тренер Ворд               | номинација - Награда Удружења бостонских филмских критичара за најбољу глумачку поставу |
| 2012.               | Борново наслеђе             |               | Ерик Бајер                | |
| 2012.               | Диктатор                    |               | камео, глуми себе         | |
| 2014.               | Гранд Будапест хотел        |               | инспектор Хенкелс         | номинација - Награда Удружења филмских глумаца за најбољу филмску поставу номинација - Награда Удружења телевизијских филмских критичара за најбољу филмску поставу |
| 2014.               | Човек птица                 |               | Марк Шајнер               | Награда Удружења филмских глумаца за најбољу филмску поставу Награда Удружења телевизијских филмских критичара за најбољу филмску поставу номинација - Оскар за најбољег глумца у споредној улози номинација - Златни глобус за најбољег споредног глумца у играном филму номинација - БАФТА за најбољег глумца у споредној улози номинација - Награда Удружења филмских глумаца за најбољег глумца у споредној улози номинација - Награда Удружења телевизијских филмских критичара за најбољег глумца у споредној улози номинација - Награда Спирит за најбољег глумца у споредној улози номинација - Награда Сателит за најбољег глумца у споредној улози |
| 2016.               | Журка виршли                |               | Семи Ђеврек Јуниор        | глас |
| 2018.               | Острво паса                 |               | Рекс                      | глас |
| 2019.               | Алита: Борбени анђео        |               | Нова                      | |
| 2019.               | Сва сирочад Бруклина        |               | Лајонел Есрог             | |
| 2021.               | Француска депеша            |               | киднапер Шофер            | |
| 2022.               | Нож у леђа: Стаклени лук    |               | Мајлс Брон                | |
| Телевизијске серије |                             |               |                           | |
| 2000, 2013          | Симпсонови                  |               | Девон Бредли Елајџа Хупер | Епизода: |
| 2005.               | Стела                       |               | глуми себе                | Епизода: |
| 2009.               | Модерна породица            |               | Изи Лафонтејн             | Епизода: |
| 2013.               | Уживо суботом увече         |               | домаћин                   | Епизода: Едвард Нортон/Џанел Монеј |